# Haitianisch-schwedische Beziehungen
Die haitianisch-schwedischen Beziehungen beschreiben das bilaterale Verhältnis zwischen der Republik Haiti einerseits und dem Königreich Schweden andererseits.

## Stand und Geschichte
Haiti und Schweden nahmen im Jahr 1941 diplomatische Beziehungen auf.
Es wurden keine diplomatischen oder berufskonsularischen Vertretungen im jeweils anderen Land eingerichtet. Schweden nimmt die Beziehungen zu Haiti von Stockholm aus wahr. In Haiti ist ein Honorargeneralkonsul für Schweden bestellt und in Pétionville ansässig. Der Botschafter Haitis in Berlin ist in Schweden nebenakkreditiert. Ferner ist ein Honorarkonsul für Haiti in Stockholm bestellt. Die Erteilung von Schengen-Visa für Schweden übernimmt in Port-au-Prince die Botschaft von Frankreich.
Beide Länder gehören der Welthandelsorganisation und den Vereinten Nationen (UN) mit ihren Sonderorganisationen an. Haiti ist Mitglied der Organisation Amerikanischer Staaten (OAS), bei der Schweden einen Beobachterstatus hat.
Von 1784 bis 1877 war die 800 Kilometer östlich von Haiti liegende Insel Saint-Barthélemy eine Besitzung Schwedens. Der schwedische Sklavenhandel und die Geschäfte der schwedischen Westindien-Kompanie ergaben für Schweden Einfluss in der karibischen Region, der Haiti als 1804 unabhängig gewordene erste Republik einbezog. Vor allem war es das Ziel schwedischer Kaufleute, die Geschäftsmöglichkeiten zu nutzen, die sich aus der von den vorherrschenden Kolonialmächten nach der haitianischen Revolution verhängten Isolation des Landes ergaben. So bestand angesichts der inneren Konflikte in Haiti ein ausgeprägter Bedarf an Waffen und Munition, den die Schweden zu befriedigen suchten.
Schweden unterstützte die Mission der OAS in Haiti zur Förderung der demokratischen Strukturen und Verbesserung der Menschenrechtslage im Jahr 2002 finanziell.
Nach dem verheerenden Erdbeben in Haiti 2010 trug Schweden mit 67 Mio. US-Dollar zur Finanzierung der Hilfsmaßnahmen im Katastrophengebiet bei. Ferner unterstützte Schweden durch die Swedish International Development Cooperation Agency (SIDA) die International Organization for Migration (IOM) bei der Versorgung der in notdürftigen Zeltlagern lebenden Obdachlosen.
Als nichtständiges Mitglied des Sicherheitsrats der Vereinten Nationen unterstützte Schweden 2017 unter Würdigung der Leistungen der Mission und des Fortschritts im politischen System Haitis den geplanten Abzug der Stabilisierungsmission (MINUSTAH; 2004 bis 2017) und die Aufrechterhaltung der Präsenz der UN durch die Unterstützungsmission MINUJUSTH.